# GRES Unidos da Tijuca
El Grêmio Recreativo Escola de Samba Unidos da Tijuca (o simplemente Unidos da Tijuca) es una escuela de samba de la ciudad de Río de Janeiro. La escuela se originó en varios morros del barrio de Tijuca, teniendo su sede durante muchos años en el Morro do Borel. Actualmente posee un predio comercial ubicado en la Avenida Francisco Bicalho, en el barrio de Santo Cristo, cercano a la Rodoviária Novo Rio.
Posee 4 títulos de campeona del Grupo Especial del carnaval carioca, conquistados en los años de 1936, 2010, 2012, y 2014. Unidos da Tijuca ganó también 6 subcampeonatos en los años de 1934, 1948, 2004, 2005, 2011 y 2016, siendo una de las escuelas más ganadoras del carnaval.